# Paul Piltz
Paul Emanuel Piltz, tidigare Nilsson, född 7 mars 1898 i Östra Fågelvik, Värmlands län, död 1973, var en svensk målare. Han var bror till Constantin och Georg Piltz.
Piltz var son till kyrkoherden Nils Gustaf Nilsson och Sofia Teresia Piltz. När han var elva år blev han och hans sex syskon föräldralösa. De sju prästbarnen fick hjälp av bland andra Selma Lagerlöf. Paul hade tidigt och med stor envishet sagt ifrån att han ville bli konstnär och inte en studerad karl, och han hamnade hos en träsnidare i Arvika som hjälpte honom att forma hans konstnärsbana. 
Han studerade konst vid Althins målarskola i Stockholm 1916–1917 och vid Wilhelmsons målarskola 1918. Därefter vistades han en period 1919 hos Olaf Rude i Köpenhamn. När skolorna i Frankrike öppnade efter första världskriget for han till Paris och studerade för André Lhote 1920–1921. Han vistades i Rumänien 1936–1938 och deltog 1940 i det finska vinterkriget, där han var med om slaget vid Markajärvi.
Han debuterade i Värmländska konstnärsförbundets utställning 1919. Separat ställde han ut på Ny konst i Göteborg 1922, på Karlstads rådhus 1924, på Värmlands museum 1949 och 1953, samt i Stockholm på Gummesons konsthall 1933 och Arvika 1960. Han deltog regelbundet i Värmlands konstförenings utställningar i Karlstad sedan föreningen bildades 1936. Han blev även inbjuden som hedersgäst att medverka i den rumänska konstnärsfederationens utställning i Bukarest 1936.   
Bland hans offentliga arbeten märks dekorationsmålningar i Sysslebäcks och Lysviks kommunalhus, ålderdomshemmet i Torsby, samt Stadshotellet i Karlstad och Hotell Björnidet i Torsby.
Hans konst bestod av porträtt, stadsmotiv, landskap och folklivsscener.
Han var en av stiftarna av Värmländska konstnärsförbundet 1919. Piltz är representerad på Värmlands museum.